# Хороший солдат (Родина)
«Хороший солдат» (англ. «The Good Soldier») — шестой эпизод первого сезона психологического триллера «Родина». Премьера состоялась на канале Showtime 6 ноября 2011 года.
Кэрри придумывает способ, как отправить Броуди на прохождение теста на полиграфе. Напряжение между Броуди и Майком достигло решающей стадии.

## Сюжет
Кэрри (Клэр Дэйнс) прибывает в Лэнгли, казалось бы посвежевшей. Все в недоумении от того, что Афзаль Хамид смог убить себя. Кэрри предлагает провести проверку на полиграфе всех, кто входил в контакт с Хамидом. Кэрри рада, потому что Броуди (Дэмиэн Льюис) будет в списке; она уверена, что он не сможет пройти полиграф. Процесс тестирования начинается в этот же день. Кэрри первой проходит проверку. Она отвечает на каждый вопрос, за исключением, когда её спросили, принимала ли она запрещённые препараты во время работы в ЦРУ. Между тем, Сол (Мэнди Патинкин) расспрашивает соседа о заброшенном доме, который купил Раким Файзель (Омид Абтахи), и он узнаёт, что Раким здесь жил с женщиной.
Раким и Айлин (Марин Айрленд), находясь в бегах, прибывают на явочную квартиру. Они как раз собираются войти внутрь, но Айлин замечает ловушку на двери. Теперь, находясь под угрозой от Аль-Каиды и властей, Раким решает, что им надо залечь на дно, но Айлин отказывается. В Лэнгли, удалось опознать Айлин Морган, как девушку Ракима. В ходе проверки прошлого Айлин обнаруживается, что она жила в Саудовской Аравии пять лет, когда была ребёнком. Сола вызывают пройти проверку на полиграфе. Он на взводе с самого начала, и полиграф показывает, что он лжёт, когда отрицает передачу лезвия бритвы Хамиду. Сол встаёт и прекращает проверку, сказав, что он слишком занят и закончит завтра.
Идёт поминальная служба по Тому Уокеру. Броуди говорит речь, вспоминая об гибели Уокера. Позднее, Кэрри находит Броуди и говорит ему про проверку на полиграфе, которую он должен пройти; они запланировали её на следующий день. На приёме, Броуди и Майк (Диего Клаттенхофф) болтают с некоторыми другими морпехами, которые присутствовали на поминальной службе. Один из морпехов, Уэйкфилд (Марк Менчака), пьянеет и затевает конфликт. Он гневно спрашивает Броуди, почему он вернулся домой живым, в то время как Уокер убит. Броуди говорит, что ему повезло. Затем Уэйкфилд говорит, что все здесь присутствующие мужчины хотели заняться сексом с Джессикой (Морена Баккарин), пока Броуди не было, но только один из них сделал это. Услышав это, Майк бросается на Уэйкфилда. Броуди оттаскивает Майка от Уэйкфилда и, решив, что Майк защищает свой роман с женой Броуди, начинает наносить ему удары, говоря: "Ты был моим другом!" После избиения Майка, Броуди садится в машину и уезжает.
Этой же ночью, Кэрри получает звонок от Броуди, который находится в баре и хочет с кем-то поговорить после событий своего бурного дня. Кэрри приезжает в бар, у них снова устанавливается взаимный контакт, немного выпив, наслаждаются узнаванием друг друга. Изрядно пьяные, они выходят на стоянку. Кэрри признаётся Броуди, что Хамид убил себя, и что целью полиграфа определить, передал ли Броуди Хамиду лезвие бритвы. Они начинают целоваться, а затем занимаются сексом в машине Кэрри.
Раким и Айлин находятся в мотеле, когда их номер внезапно обстреливают пулемётной очередью. Раким убит, но Айлин удается сбежать.
Сол снова за полиграфом и на этот раз проходит его. Он входит в комнату для наблюдений, где уже находится Кэрри, так как следующий на полиграф Броуди. Броуди проходит тест и легко отвечает на каждый вопрос, включая вопрос - передал ли он Афзалю Хамиду лезвие бритвы. Кэрри волнуется, но у неё есть вопрос, на котором можно подловить Броуди - она говорит проверяющему (Джеймс Урбаняк) спросить Броуди, изменял ли он своей жене. Броуди смотрит прямо в камеру, через которую Кэрри смотрит за ним, и говорит: "Нет." Чтение полиграфа не сдвигается с места. Сол сворачивает тест, Броуди свободен. Кэрри сейчас в затруднительном положении, зная, что Броуди смог обмануть полиграф, но не может раскрыть Солу, откуда она это знает. Сол говорит ей, что она должна признать, что Броуди прошёл полиграф, и что пора забыть о нем как о подозреваевом.
Кэрри выходит наружу. Броуди подъезжает к ней и говорит ей сесть в машину. Она садится и они уезжают.

### Умер
- Раким Файзель: застрелен неизвестными нападавшими в мотеле

## Производство
Сценарий был написан консультирующим продюсером Генри Бромеллом, что стало его первым сценарием из двух в первом сезоне. Режиссёром стал Брэд Тёрнер, который был основным режиссёром сериала «24 часа», над которым работали разработчики «Родины», Говард Гордон и Алекс Ганса.
Песня, которую поют морпехи на приёме в доме Броуди - "Rabbit Run" Эминема.

## Реакция

### Рейтинги
Во время оригинального показа, эпизод посмотрели 1.33 миллиона зрителей, что подчёркивает четвёртую последовательную неделю в росте просмотров.

### Рецензии
"Хороший солдат" получил положительные отзывы от критиков, которые похвалили развитие отношений между Кэрри и Броуди. Дэн Форселла из TV Fanatic оценил "Хорошего солдата" на 4.5/5, сославшись на непредсказуемость «Родины» как одну его сильных сторон. Алан Сепинуолл из HitFix похвалил химию между Дэйнс и Льюисом, сказав: "Их сцены вместе, последние несколько недель, были колоссальными."

### Награды и номинации
Сценарист Генри Бромелл стал одним из лауреатов премии Гильдии сценаристов США за лучший сценарий - эпизодическая драма, разделив честь с Винсом Гиллиганом.